# Auktoriserad yrkesman
Auktoriserad yrkesman blir man efter beslut av myndighet eller annat organ med offentligt uppdrag (gäller reglerade yrken) eller en yrkesorganisation (gäller icke reglerade yrken). 

## Sverige
Sedan 400 år gäller för auktoriserade yrkesmän att de skall ha den högsta inom yrket förekommande typen av kompetens. De skall dessutom, efter noggrann kontroll, ha ett bevis på sin kompetens, utfärdat av staten.

### Terminologi

#### Auktorisation
Enligt Terminologicentrum TNC (Sveriges nationella centrum för terminologi och fackspråk) gäller att auktorisation blott kan utfärdas av en myndighet. Många icke-myndigheter har dock utfärdat auktorisationer. I åtminstone två fall har till och med privata föreningar (i konkurrenssyfte) utfärdat (falska) auktorisationsdiplom även i ett av staten reglerat yrke. Auktorisationen är en kvalitetsmärkning. Genom att den auktoriserade yrkesmannen har en för sina uppdrag avpassad utbildning och erforderlig praktik, säkerställs att skadefall mycket sällan inträffar. Inom talrika icke reglerade yrken finns auktorisationer utfärdade av någon yrkesförening eller branschorganisation eller till och med av ett enskilt företag eller av en enskild person, helt utan lagstöd. Exempel är auktoriserad begravningsbyrå och auktoriserat tvätteri. Vidare auktoriserad Volvoverkstad. Auktoriserad trädklättrare är ett av många udda typer av auktorisation.
Mest känd är titeln auktoriserad revisor. Det finns ytterligare typer av äkta (statliga) auktorisationer i Sverige: Av Kammarkollegiet auktoriserad translator och auktoriserad tolk samt av Läkemedelsverket auktoriserad representant. I många andra länder finns betydligt fler typer av äkta auktorisationer. För exempelvis Värdering av fastigheter krävs ofta treårig högskoleutbildning (i USA och Storbritannien) eller (i Italien) en doktorsgrad. I Sverige får i praktiken vem som helst kalla sig fastighetsvärderare (eller till och med auktoriserad fastighetsvärderare). Se ASPECT.

#### Godkänd yrkesman
Godkänd yrkesman innebär att man har behörighet att åtaga sig de flesta typer av uppdrag, utom de mest krävande eller komplicerade. Gäller av Revisorsnämnden godkänd revisor. 

#### Registrerad yrkesman
Registrerad yrkesman innebär den lägsta typen av godkänd kompetens: Exempelvis av Finansinspektionen registrerad rådgivare, värdepappersmäklare eller försäkringsmäklare. 

#### Ackreditering
Ackreditering: SWEDAC ackrediterar certifieringsorgan som kan, efter föreskrivet prov, utfärda personcertifieringar. Exempelvis certifierad energiexpert. Statliga Boverket utfärdar skilda behörigheter: En person kan vara godkänd som Intygsgivare för bostadsrättsförening eller kan vara godkänd som energiexpert.

### Fastighetsmäklare
För fastighetsmäklare gäller, att det åren 1947 till 1984 fanns den lagliga titeln auktoriserad fastighetsmäklare. Utbildningen utgjordes av en korrespondenskurs på 600 sidor kompendier, huvudsakligen omfattande fastighetsrätt på gymnasienivå. Det var Stockholms handelskammare, som utfärdade titeln med stöd av en kunglig kungörelse. Genom 1984 års fastighetsmäklarlag blev yrket ett statligt reglerat yrke, varvid endast titeln registrerad fastighetsmäklare (eller enbart fastighetsmäklare) är tillåten. Endast staten (genom Fastighetsmäklarnämnden) har rätt att utfärda titeln fastighetsmäklare efter vederbörlig registrering. 

### Yrkeslegitimation
Inom hälso- och sjukvården har man motsvarigheten yrkeslegitimation utfärdad av Socialstyrelsen respektive (för veterinärer) Jordbruksverket. Det finns 22 legitimerade vårdyrken.

### Advokater
Advokater intar en särställning. Yrket utgör ett reglerat yrke, men trots detta är det i Sverige inte, som i andra länder, staten som utfärdar behörigheten, det gör Sveriges Advokatsamfund. För detta finns särskilt lagstöd i Rättegångsbalken. 

### Företagsauktorisation
Ovannämnda behörigheter är knutna till en yrkeskunnig fysisk person, som själv måste ha föreskriven utbildning och personligen ansvarar för att han i sitt arbete iakttar "vetenskap och beprövad erfarenhet" och tillämpliga föreskrifter.  Han ansvarar i vissa fall även för eventuell biträdande personal.  Inom vissa branscher förekommer att det i stället är företaget (en juridisk person) som erhåller behörigheten och ansvarar för att företagets anställda har erforderlig kompetens. Exempel är av länsstyrelsen auktoriserade bevakningsföretag och auktoriserade bilskrotare samt av Tullverket auktoriserad lagerhållare (engelska bonded warehouse). (Länsstyrelserna utfärdar även ett flertal typer av tillstånd utan några tillhörande yrkestitlar).